# Amoklauf von Akihabara

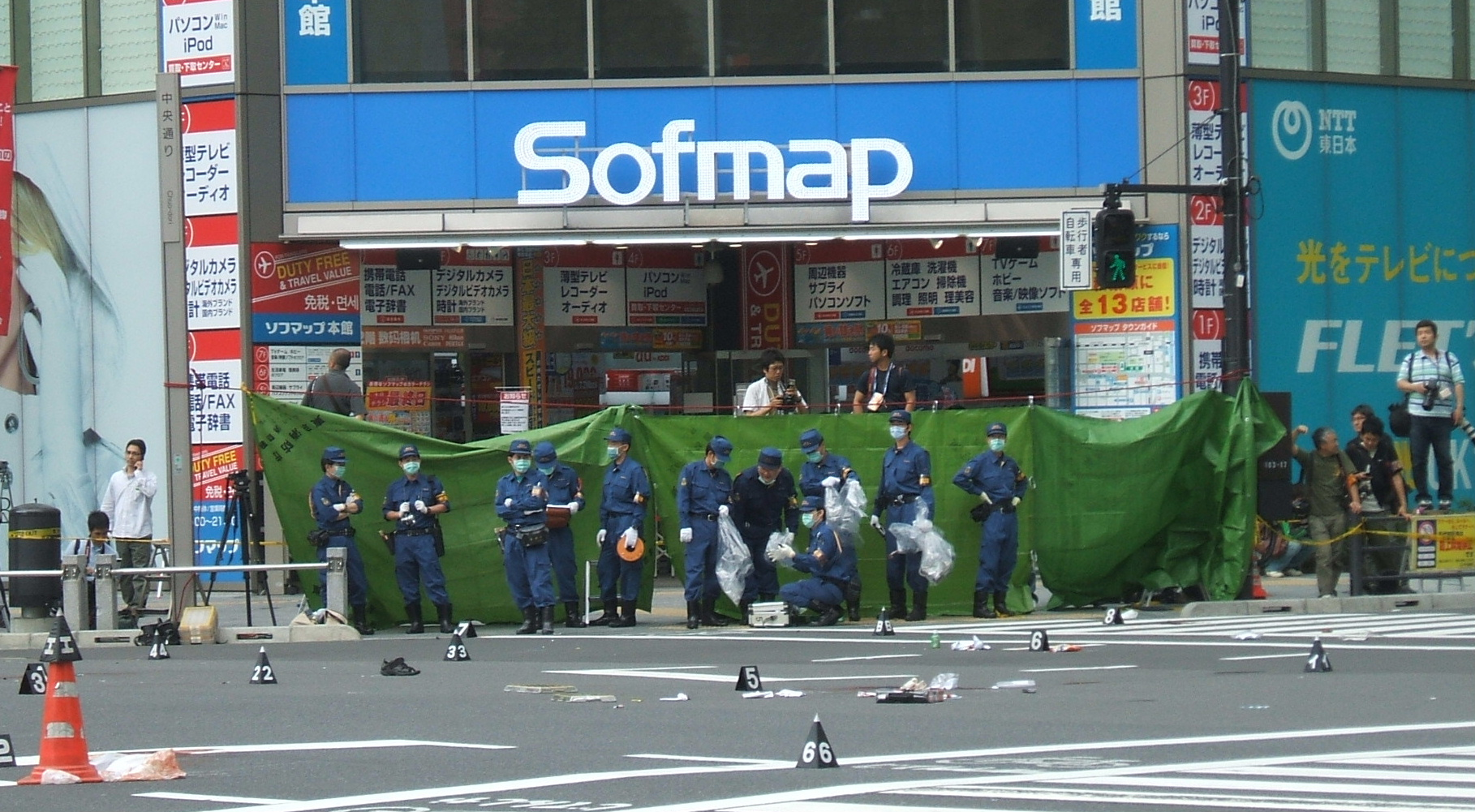
Die Kreuzung in Akihabara kurz nach dem Vorfall.

Der Amoklauf von Akihabara (japanisch 秋葉原通り魔事件 Akihabara tōrima jiken, deutsch ‚Akihabara-Amoklaufvorfall‘) war ein Amoklauf, der am Sonntag, dem 8. Juni 2008, im Einkaufsviertel in Sotokanda im Bezirk Chiyoda (ugs. zum östlich angrenzenden Akihabara gezählt) in Tokio, Japan stattfand.
Um 12:33 Uhr fuhr ein Mann mit einem Lastwagen in eine Menschenmenge, tötete zunächst drei Menschen und verletzte zwei. Dann stach er auf mindestens zwölf Menschen mit einem Dolch (ursprünglich als Überlebensmesser beschrieben) ein, von denen vier Menschen starben und acht verletzt wurden.
Die Präfekturpolizei Tokios nahm den 25-jährigen Tomohiro Katō (加藤 智大 Katō Tomohiro) wegen des Verdachts des versuchten Mordes fest. Der Verdächtige, der damals ein schwarzes T-Shirt mit einer Jacke und einer cremefarbenen Hose trug, war ein Bewohner von Susono, Shizuoka. Er wurde auf der Polizeiwache Manseibashi festgehalten. Zwei Tage später, am 10. Juni, wurde er zur Staatsanwaltschaft des Bezirks Tokio gebracht. Am 20. Juni wurde er von der Polizei wegen Mordverdachts erneut festgenommen. Katō wurde 2011 vom Bezirksgericht Tokio zum Tod verurteilt. Der oberste Gerichtshof Japans bestätigte das Urteil im Jahr 2015, am 26. Juli 2022 wurde es vollstreckt.